# Marathon van Venetië

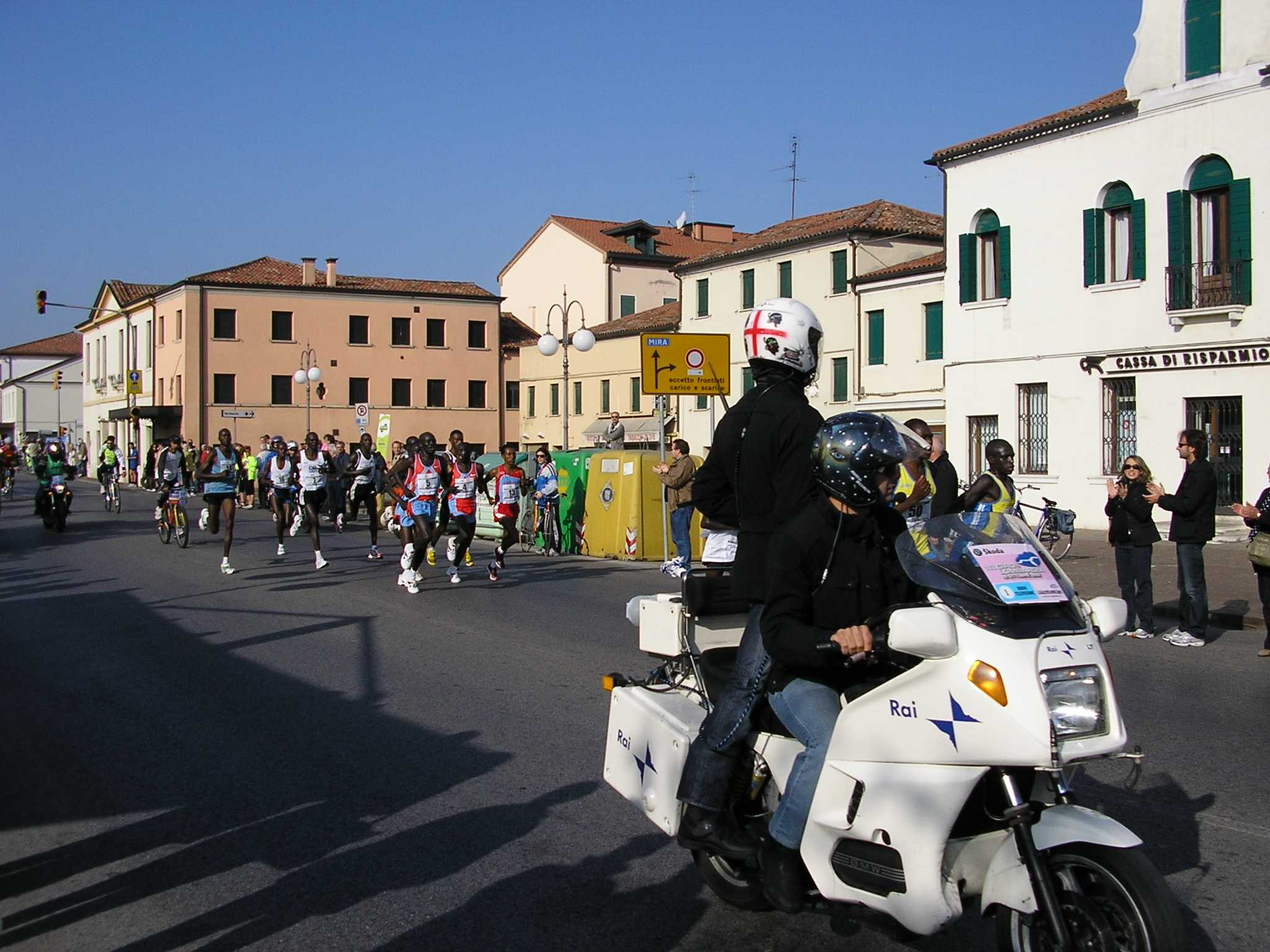
Tijdens de wedstrijd

De marathon van Venetië is een hardloopwedstrijd over 42,195 km die jaarlijks in Venetië wordt gehouden. De eerste editie vond plaats in mei 1986. Hierna werd het evenement altijd in de maand oktober georganiseerd. Het evenement behoort tot de drie grootste marathons van Italië. De 25e editie in 2010 was tevens het toneel van het Italiaans kampioenschap op de marathon. Deze werd gewonnen door Migidio Bourifa.

## Parcoursrecords
- Mannen: 2:08.13 - John Komen  Kenia (2009)
- Vrouwen: 2:27.02 - Linah Cheruiyot  Kenia (2007)

## Uitslagen
| Jaar            | Snelste man              | Land      | Tijd    | Snelste vrouw             | Land        | Tijd    |
| --------------- | ------------------------ | --------- | ------- | ------------------------- | ----------- | ------- |
| 22 oktober 2017 | Eyob Gebrehiwot Faniel   | Italië    | 2:12.16 | Sule Utura Geda           | Ethiopië    | 2:29.04 |
| 23 oktober 2016 | Julius Chepkwony Rotich  | Kenia     | 2:10.22 | Priscah Jepleting Cherono | Kenia       | 2:27.41 |
| 25 oktober 2015 | Julius Chepkwony Rotich  | Kenia     | 2:11.08 | Bizuyehu Gebireyes Ehite  | Ethiopië    | 2:35.19 |
| 26 oktober 2014 | Mamo Ketema Behailu      | Ethiopië  | 2:16.45 | Konjit Tilahun Biruk      | Ethiopië    | 2:40.20 |
| 27 oktober 2013 | Nixon Kipkoech Machichim | Kenia     | 2:13.10 | Mercy Kibarus Cherotich   | Kenia       | 2:31.14 |
| 28 oktober 2012 | Philemon Kisang          | Kenia     | 2:17.00 | Emebt Etea Bedada         | Ethiopië    | 2:38.48 |
| 23 oktober 2011 | Tadese Tolesa            | Ethiopië  | 2:09.13 | Helena Kirop              | Kenia       | 2:23.37 |
| 24 oktober 2010 | Simon Kamama Mukun       | Kenia     | 2:09.35 | Makida Haroun Haji        | Ethiopië    | 2:28.08 |
| 25 oktober 2009 | John Komen               | Kenia     | 2:08.13 | Anne Kosgei Chepkemboi    | Kenia       | 2:27.46 |
| 26 oktober 2008 | Joseph Lomala Kimosop    | Kenia     | 2:11.06 | Aniko Kalovics            | Hongarije   | 2:31.24 |
| 28 oktober 2007 | Jonathan Kosgei Kipkorir | Kenia     | 2:12.27 | Linah Cheruiyot           | Kenia       | 2:27.02 |
| 22 oktober 2006 | Jonathan Kosgei          | Kenia     | 2:10.18 | Linah Cheruiyot           | Kenia       | 2:33.44 |
| 23 oktober 2005 | Mubarak Shami            | Qatar     | 2:09.22 | Emily Kimuria             | Kenia       | 2:28.42 |
| 24 oktober 2004 | Raymond Kipkoech         | Kenia     | 2:09.54 | Jane Ekimat               | Kenia       | 2:32.08 |
| 26 oktober 2003 | El Hassane Lahssini      | Frankrijk | 2:11.01 | Anne Jelagat              | Kenia       | 2:30.17 |
| 27 oktober 2002 | David Makori             | Kenia     | 2:08.49 | Anastasia Ndereba         | Kenia       | 2:29.03 |
| 28 oktober 2001 | Moges Taye               | Ethiopië  | 2:10.08 | Zahia Dahmani             | Frankrijk   | 2:33.32 |
| 22 oktober 2000 | John Bungei              | Kenia     | 2:09.50 | Ruth Kutol                | Kenia       | 2:28.16 |
| 24 oktober 1999 | Julius Bitok             | Kenia     | 2:10.34 | Sonia Maccioni            | Italië      | 2:28.54 |
| 25 oktober 1998 | Japhet Kosgei            | Kenia     | 2:11.27 | Lucilla Andreucci         | Italië      | 2:30.34 |
| 26 oktober 1997 | Antonio Serrano          | Spanje    | 2:11.59 | Irina Kazakova            | Frankrijk   | 2:33.44 |
| 27 oktober 1996 | Sid-Ali Sakhri           | Algerije  | 2:11.11 | Elena Mazovka             | Wit-Rusland | 2:31.07 |
| 29 oktober 1995 | Danilo Goffi             | Italië    | 2:09.26 | Maura Viceconte           | Italië      | 2:29.11 |
| 9 oktober 1994  | Tena Negere              | Ethiopië  | 2:10.50 | Ornella Ferrara           | Italië      | 2:32.16 |
| 10 oktober 1993 | Artur Castro             | Brazilië  | 2:10.06 | Helena Javornik           | Slovenië    | 2:37.27 |
| 11 oktober 1992 | Joaquim Pinheiro         | Portugal  | 2:13.33 | Emma Scaunich             | Italië      | 2:35.06 |
| 13 oktober 1991 | Carlo Terzer             | Italië    | 2:14.49 | Antonella Bizioli         | Italië      | 2:36.56 |
| 7 oktober 1990  | Gelindo Bordin           | Italië    | 2:13.42 | Laura Fogli               | Italië      | 2:38.34 |
| 8 oktober 1989  | Marco Milano             | Italië    | 2:16.08 | Emma Scaunich             | Italië      | 2:36.02 |
| 16 oktober 1988 | Orlando Pizzolato        | Italië    | 2:15.24 | Graziella Striuli         | Italië      | 2:39.04 |
| 11 oktober 1987 | Salvatore Bettiol        | Italië    | 2:10.01 | Rita Marchesio            | Italië      | 2:29.36 |
| 18 May 1986     | Salvatore Bettiol        | Italië    | 2:18.44 | Paola Moro                | Italië      | 2:38.10 |